# Grand Prix de Ouest-France 1933
Il Grand Prix de Ouest-France 1933,  terza edizione della corsa, si svolse il 29 agosto 1933 su un percorso di 160 km, con partenza e arrivo a Plouay., Fu vinto dal francese Philippe Bono,    davanti ai connazionali Raymond Louviot e Julien Grujeon.

## Ordine d'arrivo (Top 10)
| Pos. | Corridore        | Tempo   |
| ---- | ---------------- | ------- |
| 1    | Philippe Bono    | 5'10'00 |
| 2    | Raymond Louviot  | s.t.    |
| 3    | Julien Grujeon   | s.t.    |
| 4    | Jean Bidot       | s.t.    |
| 5    | Vincent Salazard | s.t.    |
| 6    | Pierre Cloarec   | s.t.    |
| 7    | Louis Duerloo    | s.t.    |
| 8    | Jean Guegan      | s.t.    |
| 9    | Marcel Bidot     | s.t.    |
| 10   | Marc Huntec      | s.t.    |